# Cmentarz żydowski w Chociwlu
Cmentarz żydowski w Chociwlu – kirkut powstał w 1 połowie XIX wieku. Mieścił się przy drodze, na południe od jeziora Starzyc. W 1938 został zdewastowany przez nazistów. W takim stanie pozostał do lat powojennych. Do dziś nie zachowały się żadne ślady istnienia nekropolii.